# Средний Пшалым
Сре́дний Пшалы́м (тат. Урта Пошалым) — село в Арском районе Республики Татарстан, в составе Урнякского сельского поселения.

## Этимология названия
Топоним произошёл от татарского слова «урта» (средний) и гидронима «Пошалым». В дореволюционных источниках упоминается также под названиями Деревня Средняя в вершине речки Нырты, деревня Пшалым Новой.

## География
Село находится на реке Пшалымка, в 18 км к северу от районного центра, города Арска.

## История
Село основано в 1630–1650-х годах. 
В XVIII – первой половине XIX века жители относились к сословию государственных крестьян. Основные занятия жителей в этот период – земледелие и скотоводство, были распространены пчеловодство, плотничный и санный промыслы.
В «Списке населенных мест по сведениям 1859 года», изданном в 1866 году, населённый пункт упомянут как казённая деревня Нырты (Вершины речки Пшалым) 2-го стана Казанского уезда Казанской губернии. Располагалась при речке Пшалымке, по левую сторону Сибирского почтового тракта, в 80 верстах от губернского города Казани и в 18 верстах от становой квартиры в заштатном городе Арске. В деревне в 34 дворах жили 376 человек (182 мужчины и 194 женщины). Была мечеть.
В начале XX века в селе функционировали мечеть, медресе (1904 год), 3 мелочные лавки. В этот период земельный надел сельской общины составлял 1038,9 десятины.
В 1917 году в селе открыта начальная школа. В 1931 году — организован колхоз «Заря».
До 1920 года село входило в Кармышскую волость Казанского уезда Казанской губернии. С 1920 года в составе Арского кантона ТАССР. С 10 августа 1930 года в Арском районе.

## Население
| 1782 | 1859 | 1897 | 1908 | 1920 | 1926 | 1938 | 1949 | 1958 | 1970 | 1979 | 1989 | 2002 | 2010 | 2015 |
| ---- | ---- | ---- | ---- | ---- | ---- | ---- | ---- | ---- | ---- | ---- | ---- | ---- | ---- | ---- |
| 49   | 376  | 565  | 593  | 648  | 680  | 773  | 645  | 466  | 344  | 540  | 192  | 182  | 178  | 175  |

Национальный состав села: татары.

## Экономика
Жители работают преимущественно в сельскохозяйственном предприятии «Лутфуллин», занимаются полеводством, мясо-молочным скотоводством.

## Объекты образования, медицины и культуры
В деревне действуют неполная средняя школа, дом культуры, детский сад (с 2012 года), фельдшерско-акушерский пункт.
С 2004 года в селе проходит фестиваль песни «Пошалым чаналары» (организатор – Р. Р. Закиров). Сохранился санный промысел (известный мастер – Р. Нигматулин).

## Религиозные объекты
Мечеть «Нур» (с 2013 года).